# Alexander Martin
Alexander Martin, ameriški tožilec, častnik in politik, * 1740, † 10. november 1807.
Martin je bil guverner Severne Karoline (1782–1784 in 1789–1792) in senator Združenih držav Amerike iz Severne Karoline (1793–1799).